# Zaječice
Zaječice là một làng thuộc huyện Chrudim, vùng Pardubický, Cộng hòa Séc.